# 잉글리시 셰퍼드

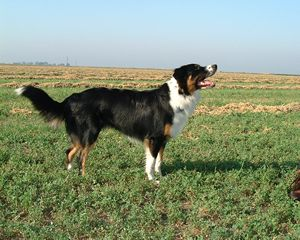
잉글리시 셰퍼드

잉글리시 셰퍼드(English Shepherd)는 미국의 목양견 품종이다.

## 설명
잉글리시 셰퍼드는 중형견으로, 무게는 40 to 65 파운드 (18 to 29 kg) 사이이며 키는 18 to 23 인치 (46 to 58 cm) 사이로, 수컷이 암컷보다 일반적으로 더 크다. 이 품종은 다리와 꼬리에 깃털 같은 긴 직모 또는 웨이브진 이중 털을 가지고 있으며, 전통적으로 검은색과 흰색, 검은색과 황갈색, 세이블색과 흰색 또는 삼색(검은색, 흰색, 황갈색) 등 네 가지 색상 조합이 있지만, 황갈색과 붉은 황갈색에서 흰색까지의 색조도 이 품종에서 나타난다. 품종 표준에 따르면, 털은 얼굴, 두개골 및 다리 앞쪽에서 짧고 부드러운 것을 제외하고는 직모, 웨이브 또는 곱슬일 수 있다.

## 역사
잉글리시 셰퍼드의 선조는 영국과 아일랜드에서 온 초기 정착민들이 신세계로 데려온 다양한 종류의 콜리로, 보더 콜리, 러프 콜리 및 오스트레일리언 셰퍼드와 조상을 공유한다. 잉글리시 셰퍼드의 선조는 동부 전역의 농장에서 주로 양과 소를 몰기 위해 광범위하게 사용되었지만, 경비견, 쥐 잡이, 반려견 역할도 수행했다.
유나이티드 케널 클럽(UKC)은 1927년부터 잉글리시 셰퍼드를 등록해 왔으며, 원래 UKC는 이 품종을 아메리칸 팜 셰퍼드라고 불렀으나 2003년에 잉글리시 셰퍼드로 이름을 변경했다. 이 품종은 아메리칸 케널 클럽에서 인정하지 않는다.